# 41. People’s Choice Awards-gála
Az 41. People’s Choice Awards-gála a 2014-es év legjobb filmes, televíziós és zenés alakításait értékelte. A díjátadót 2015. január 7-én tartották a kaliforniai Nokia Theatreben, a műsor házigazdái Anna Faris és Allison Janney voltak. A ceremóniát a CBS televízióadó közvetítette.

## Győztesek és jelöltek
Forrás:

### Film
| Az év filmje | Az év akciófilmje |
| --- | --- |
| - Demóna - 22 Jump Street – A túlkoros osztag - Amerika Kapitány: A tél katonája - A galaxis őrzői - X-Men: Az eljövendő múlt napjai | - A beavatott - A csodálatos Pókember 2. - Amerika Kapitány: A tél katonája - A galaxis őrzői - X-Men: Az eljövendő múlt napjai     |
| Az év vígjátéka | Az év drámája |
| - 22 Jump Street – A túlkoros osztag - Kavarás - Kamuzsaruk - Rossz szomszédság - A csajok bosszúja | - Csillagainkban a hiba - Az emlékek őre - Igazából mennyország - Ha maradnék - Noé                                                 |
| Az év férfi filmsztárja | Az év női filmsztárja |
| - Robert Downey Jr. - Hugh Jackman - Brad Pitt - Channing Tatum - Mark Wahlberg | - Jennifer Lawrence - Scarlett Johansson - Angelina Jolie - Melissa McCarthy - Emma Stone                                           |
| Az év férfi akciófilm-sztárja | Az év női akciófilm-sztárja |
| - Chris Evans - Hugh Jackman - Liam Neeson - Mark Wahlberg - Denzel Washington | - Jennifer Lawrence - Scarlett Johansson - Angelina Jolie - Shailene Woodley - Zoë Saldana                                          |
| Az év férfi vígjáték-sztárja | Az év női vígjáték-sztárja |
| - Adam Sandler - Zac Efron - Jonah Hill - Seth Rogen - Channing Tatum | - Melissa McCarthy - Drew Barrymore - Cameron Diaz - Tina Fey - Charlize Theron                                                     |
| Az év drámai színésze | Az év drámai színésznője |
| - Robert Downey Jr. - Matt Damon - Ben Affleck - George Clooney - Brad Pitt | - Chloë Grace Moretz - Emma Stone - Meryl Streep - Reese Witherspoon - Shailene Woodley                                             |
| Az év duója | Az év családi filmje |
| - Shailene Woodley és Theo James - A beavatott - Chris Evans és Scarlett Johansson - Amerika Kapitány: A tél katonája - Andrew Garfield és Emma Stone - A csodálatos Pókember 2. - Jonah Hill és Channing Tatum - 22 Jump Street – A túlkoros osztag - Shailene Woodley és Ansel Elgort - Csillagainkban a hiba | - Demóna - Egy igazán csodás nap - Így neveld a sárkányodat 2. - A Lego-kaland - Rio 2.                                             |
| Az év thrillere | Az év sci-fi/fantasyfilmje |
| - Holtodiglan - Annabelle - Az ismeretlen Drakula - A védelmező - A megtisztulás éjszakája: Anarchia | - Transformers: A kihalás kora - Godzilla - X-Men: Az eljövendő múlt napjai - A holnap határa - Tini nindzsa teknőcök - Az útvesztő |

### Televízió
| Az év tévéműsora | Az év vígjátéka |
| --- | --- |
| - Agymenők - Trónok harca - NCIS - Egyszer volt, hol nem volt - The Walking Dead | - Agymenők - Az élet csajos oldala - Modern család - Anyák gyöngye - Új csaj |
| Az év drámaműsora | Az év sci-fi/fantasyműsora |
| - A Grace klinika - Lángoló Chicago - Downton Abbey - Bosszú - Botrány | - A szépség és a szörnyeteg - A S.H.I.E.L.D. ügynökei - Egyszer volt, hol nem volt - Odaát - Vámpírnaplók                                                                        |
| Az év nyomozós sorozata | |
| - Castle - Dr. Csont - Gyilkos elmék - A mentalista - NCIS | |
| Az év tévés vígjátékszínésze | Az év tévés vígjátékszínésznője |
| - Chris Colfer - Ty Burrell - Jesse Tyler Ferguson - Ashton Kutcher - Jim Parsons | - Kaley Cuoco - Zooey Deschanel - Melissa McCarthy - Amy Poehler - Sofía Vergara                                                                                                 |
| Az év tévés drámai színésze | Az év tévés drámai színésznője |
| - Patrick Dempsey - Justin Chambers - Taylor Kinney - Dax Shepard - Jesse Williams | - Ellen Pompeo - Alyssa Milano - Hayden Panettiere - Emily VanCamp - Kerry Washington                                                                                            |
| Az év férfi krimi-sztárja | Az év női krimi-sztárja |
| - Nathan Fillion - David Boreanaz - Kevin Bacon - Shemar Moore - Simon Baker | - Stana Katić - Emily Deschanel - Lucy Liu - Mariska Hargitay - Robin Tunney |
| Az év tévés sci-fi/fantasyszínésze | Az év tévés sci-fi/fantasyszínésznője |
| - Misha Collins - Jensen Ackles - Jared Padalecki - Ian Somerhalder - Paul Wesley | - Kristin Kreuk - Nina Dobrev - Ginnifer Goodwin - Jessica Lange - Jennifer Morrison                                                                                             |
| Az év kábeles vígjátéka | Az év kábeles drámaműsora |
| - Melissa és Joey - Papás-Babás - Született szinglik - Simlis spinék - Young & Hungry | - Hazug csajok társasága - Bates Motel – Psycho a kezdetektől - Született detektívek - Kemény motorosok - A törvény nevében                                                      |
| Az év kábeles sci-fi/fantasyműsora | Az év kábelsorozatos színésze |
| - Outlander – Az idegen - Amerikai Horror Story - Ki vagy, doki? - Trónok harca - The Walking Dead | - Matthew Bomer - Sean Bean - Eric Dane - Charlie Hunnam - William H. Macy |
| Az év kábelsorozatos színésznője | Az év vígdrámája |
| - Angie Harmon - Kristen Bell - Ashley Benson - Courteney Cox - Lucy Hale | - Narancs az új fekete - Kínos - Shameless – Szégyentelenek - Briliáns elmék - A nagy svindli                                                                                    |
| Az év versenyshowja | Az év tévés ikonja |
| - The Voice - America’s Got Talent - Dancing with the Stars - Gordon Ramsay – A pokol konyhája - Amerikai mesterszakács | - Betty White - Tim Allen - Mark Harmon - Katey Sagal - Tom Selleck |
| Az év nappali beszélgetős műsorvezetője | Az év éjszakai beszélgetős műsorvezetője |
| - Ellen DeGeneres - Steve Harvey - Queen Latifah - Kelly Ripa és Michael Strahan - Rachael Ray | - Jimmy Fallon - Craig Ferguson - Jimmy Kimmel - David Letterman - Conan O’Brien                                                                                                 |
| Az év duója | Az év legjobban hiányzó karaktere |
| - Nina Dobrev és Ian Somerhalder - Vámpírnaplók - David Boreanaz és Emily Deschanel - Dr. Csont - Ginnifer Goodwin és Josh Dallas - Egyszer volt, hol nem volt - Jared Padalecki és Jensen Ackles - Odaát - Nathan Fillion és Stana Katić - Castle | - Dr. Cristina Yang - A Grace klinika - Lance Sweets - Dr. Csont - Hershel Greene - The Walking Dead - Leslie Shay - Lángoló Chicago - Neal Cassidy - Egyszer volt, hol nem volt |
| Az év férfi előadója új tévéműsorban | Az év női előadója új tévéműsorban |
| - David Tennant - Ben McKenzie - Dylan McDermott - Laurence Fishburne - Scott Bakula | - Viola Davis - Debra Messing - Jada Pinkett Smith - Octavia Spencer - Téa Leoni                                                                                                 |
| Az év szkeccsműsora | Az év rajzfilmsorozata |
| - Saturday Night Live - Tömény történelem - Amynek áll a világ - Key & Peele - Kroll Show | - A Simpson család - Amerikai fater - Bob burgerfalodája - Family Guy - South Park                                                                                               |
| Az év új vígjátékműsora | Az év új drámaműsora |
| - Szeplőtelen Jane - Feketék fehéren - Cristela - Ketten jegyben - The McCarthys | - Flash – A Villám - Constantine - Mindörökké - Gotham - Hogyan ússzunk meg egy gyilkosságot?                                                                                    |

### Zene
| Az év férfi előadója | Az év női előadója |
| --- | --- |
| - Ed Sheeran - Blake Shelton - John Legend - Pharrell Williams - Sam Smith | - Taylor Swift - Beyoncé - Iggy Azalea - Katy Perry - Sia                                                                                   |
| Az év együttese | Az év kiemelkedő zenésze |
| - Maroon 5 - Coldplay - Imagine Dragons - One Direction - OneRepublic | - 5 Seconds of Summer - Charli XCX - Fifth Harmony - Meghan Trainor - Sam Smith                                                             |
| Az év férfi country előadója | Az év női country előadója |
| - Hunter Hayes - Luke Bryan - Tim McGraw - Brad Paisley - Blake Shelton | - Carrie Underwood - Faith Hill - Lucy Hale - Miranda Lambert - Dolly Parton                                                                |
| Az év countryegyüttese | Az év popzenésze |
| - Lady Antebellum - The Band Perry - Florida Georgia Line - Rascal Flatts - Zac Brown Band                                                                                          | - Taylor Swift - Beyoncé - Jennifer Lopez - Jessie J - Sia                                                                                  |
| Az év hip-hopzenésze | Az év R&B zenésze |
| - Iggy Azalea - Drake - Jay-Z - Nicki Minaj - T.I. | - Pharrell Williams - Chris Brown - Jennifer Hudson - John Legend - Usher                                                                   |
| Az év dala | Az év albuma |
| - Taylor Swift - "Shake It Off" - Meghan Trainor - "All About That Bass", - Jessie J, Ariana Grande és Nicki Minaj - "Bang Bang" - Maroon 5 - "Maps", - Sam Smith - "Stay with Me", | - Ed Sheeran - X - Pharrell Williams - G I R L, - Coldplay - Ghost Stories - Sam Smith - In the Lonely Hour - Ariana Grande - My Everything |

## Fordítás
- Ez a szócikk részben vagy egészben  a(z)   41st People's Choice Awards című angol Wikipédia-szócikk fordításán alapul.  Az eredeti cikk szerkesztőit annak laptörténete sorolja fel. Ez a jelzés csupán a megfogalmazás eredetét és a szerzői jogokat jelzi, nem szolgál a cikkben szereplő információk forrásmegjelöléseként.